# Shahrestān di Chabahar
Lo shahrestān di Chabahar (farsi شهرستان چابهار) è uno dei 18 shahrestān del Sistan e Baluchistan, il capoluogo è Chabahar. Lo shahrestān è suddiviso in 3 circoscrizioni (bakhsh): 
- Centrale (بخش مرکزی)
- Dashtiari (بخش دشتیارى), con la città di Nagur.
- Polan (بخش پلان)